# Wilhelm von der Nahmer (Unternehmer)
Wilhelm von der Nahmer (* 16. September 1858 in Friedrich-Wilhelms-Hütte bei Troisdorf; † 29. August 1938 in Düsseldorf) war deutscher Ingenieur und Kaufmann.

## Leben und Wirken
Wilhelm von der Nahmer war Sohn des Alexander von der Nahmer (1832–1888) und begann nach dem Abitur ein Ingenieurstudium. Nach einem Praktikum übernahm er die Leitung der Abteilung Wendung der Bergischen-Stahl-Industrie-AG. 1885 bis 1888 unterstützte er seinem Vater beim Aufbau und der Leitung des Alexanderwerks und übernahm danach die alleinige Führung. Im folgenden Jahr heiratete er Lydia Korff (1868–1945). Als das Unternehmen 1896 in eine GmbH umgewandelt wurde, wurden Wilhelm, sein Bruder Adolf von der Nahmer (1866–1939) sowie Karl B. Luckhaus gleichberechtigte Geschäftsführer.
1909 schied Wilhelm aus gesundheitlichen Gründen aus dem Unternehmen, das 1899 in eine Aktiengesellschaft umgewandelt wurde, aus und Adolf wurde Generaldirektor. Wilhelm von der Nahmer legte auch sein Mandat als Stadtverordneter, das er seit 1904 innehatte und andere Ehrenämter nieder. Er zog sich als Zeitschriftenverleger nach Düsseldorf zurück.